# Gustaf Bremberg
Sven Gustaf Bremberg, född 9 januari 1858 i Gryts socken, Kristianstads län, död 25 juni 1927 i Stockholm, var en svensk skeppsbyggare.
Bremberg avlade mogenhetsexamen 1875 och skeppsbyggmästarexamen i Göteborg 1878. Han var anställd vid skeppsvarv i England och Skottland 1878–1886 samt blev fartygskonstruktör vid Kockums Mekaniska Verkstads skeppsvarv i Malmö 1886 och varvschef där 1895. Han var fartygskonstruktör vid Bergsunds Mekaniska Verkstad i Stockholm 1904–1907, överingenjör vid Lindholmens verkstad i Göteborg 1907–1910 och därefter konsulterande ingenjör i Stockholm.